# Vilar (Terras de Bouro)

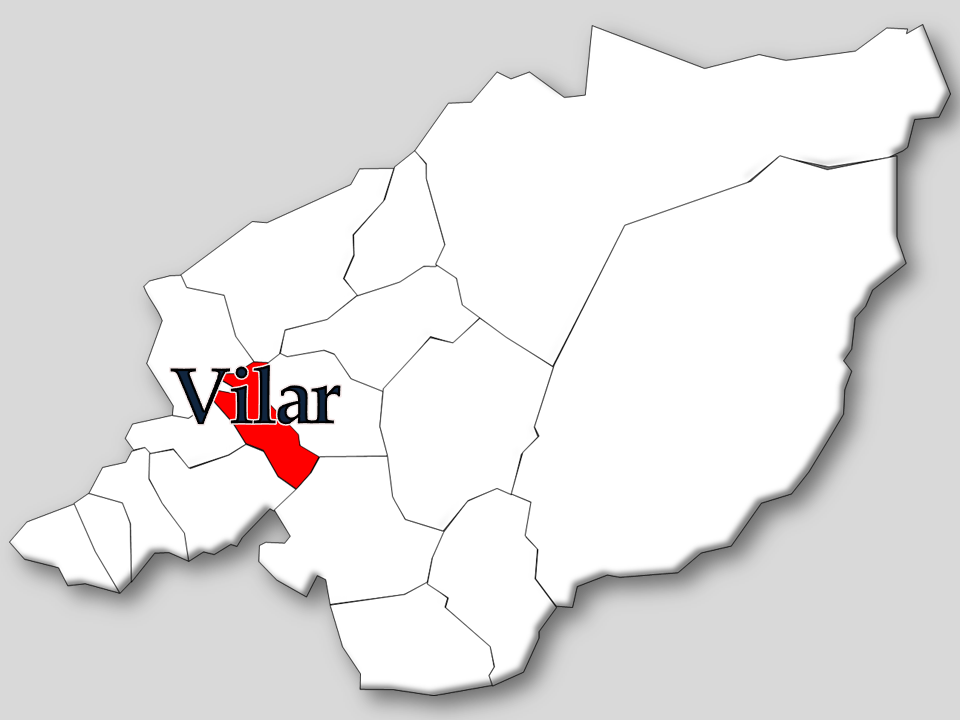
Localização da Freguesia de Vilar no Município de Terras de Bouro

Vilar é uma povoação portuguesa do Município de Terras de Bouro, Distrito de Braga, que foi sede da extinta Freguesia de Vilar, freguesia que tinha 4,59 km² de área e 149 habitantes (2011), e, por isso, uma densidade populacional de 32,5 hab./km².
A Freguesia de Vilar foi extinta (agregada) em 2013, no âmbito de uma reforma administrativa nacional, para em conjunto com a Freguesia de Chamoim, formar uma nova freguesia denominada União das Freguesias de Chamoim e Vilar.

## População
| População da freguesia de Vilar | População da freguesia de Vilar | População da freguesia de Vilar | População da freguesia de Vilar | População da freguesia de Vilar | População da freguesia de Vilar | População da freguesia de Vilar | População da freguesia de Vilar | População da freguesia de Vilar | População da freguesia de Vilar | População da freguesia de Vilar | População da freguesia de Vilar | População da freguesia de Vilar | População da freguesia de Vilar | População da freguesia de Vilar |
| ------------------------------- | ------------------------------- | ------------------------------- | ------------------------------- | ------------------------------- | ------------------------------- | ------------------------------- | ------------------------------- | ------------------------------- | ------------------------------- | ------------------------------- | ------------------------------- | ------------------------------- | ------------------------------- | ------------------------------- |
| 1864                            | 1878                            | 1890                            | 1900                            | 1911                            | 1920                            | 1930                            | 1940                            | 1950                            | 1960                            | 1970                            | 1981                            | 1991                            | 2001                            | 2011                            |
| 335                             | 322                             | 283                             | 260                             | 296                             | 301                             | 335                             | 368                             | 423                             | 376                             | 300                             | 257                             | 238                             | 200                             | 149                             |

## Património
- Igreja Paroquial de Santa Marinha de Vilar;
- Capela da Senhora do Livramento;
- Capela de São Bento.